# Tung ydervæg
|  | Sammenskrivningsforslag Artiklerne Let ydervæg, Tung ydervæg er foreslået føjet ind i Ydervæg. (Siden august 2020) Diskutér forslaget (Bemærk!Regler for oprettelse) |

Tunge ydervægge er karakteriseret ved, at de vejer mere end 100 kg/m2, regnet fra indersiden af væggen til et evt. ventileret hulrum. Væggene er typisk udført med betonelementer eller teglsten som bærende del af konstruktionen. Da disse materialer ikke er specielt sårbar overfor fugtpåvirkning, er det ikke nødvendigt at tage de samme forhåndsregler som er gældende for lette ydervægge.

## Opbygning af en tung ydervæg
I dette afsnit beskrives opbygningen af en tung ydervæg.

### Yderbeklædning
Yderst placeres en yderbeklædning som kan laves af fx træ, mursten eller puds. Denne del af væggen har til formål at give byggeriet det ønskede arkitektoniske udtryk samt skærme for vind og nedbør.

### Isolering
Efter den udvendige beklædning placeres isoleringen, som har til formål at mindske varmetabet gennem konstruktionen. Mellem isoleringen og den udvendige beklædning laves et smalt hulrum, som sikrer, at det vand, der trænger ind gennem klimaskærmen, kan rende ned ad den indvendige side af yderbeklædningen uden at komme i kontakt med isoleringen og derved nedsætte dennes isoleringsevne.

### Bærende konstruktion
Den inderste del af konstruktionen, bestående af tegl, betonelementer e.l., er den bærende del. Denne har til formål at lede belastningen fra egenlast, sne og vind ned i fundamentet. Da væggens egenlast er tilstrækkelig til at sikre, at den ikke forskubbes på fundamentet, er det ikke nødvendigt at forankre denne vægtype til fundamentet.

### Fugtspærre
I samlingen mellem ydervæggen og fundamentet placeres to fugtspærrer. Den ene føres fra den udvendige side af væggen ind til terrændækket. Såfremt denne ligeledes skal fungere som radonspærrer, skal den føres 200 mm ind under betonelementet i terrændækket. Den anden fugtspærrer placeres fra den udvendige side af ydervæggen ind til den udvendige side af den bærende del, hvor den føres op til 3. skifte. Disse fugtspærrer sikrer, at byggefugt fra fundamentet ikke ledes op i konstruktionen, samt at fugt, der trænger gennem klimaskærmen ind i konstruktionen, ledes væk.